# Масаши Еригучи
Масаши Еригучи (јап. 江里口匡史; Кикучи, 13. јануар 1988) је јапански атлетичар, репрезентативац Јапана, двоструки првак Азије, учесник Летњих олимпијских игара, чија је специјалност трчање на 100 метара. Члан је Атлетског клуба Осака Гас из Осаке.

## Значајнији резултати
| Год. | Такмичење         | Место    | Пласман | Дисциплина | Резултат | Бел. |
| ---- | ----------------- | -------- | ------- | ---------- | -------- | ---- |
| 2009 | Универзијада      | Београд  |         | 100 м      | 10,33    |      |
| 2009 | Светско првенство | Берлин   | 36.     | 100 м      | 10,45    |      |
| 2009 | Азијско првенство | Гуангџоу |         | 4 х 100 м  | 39,01    |      |
| 2009 | Азијско првенство | Гуангџоу | 21.     | 100 м      | 10,82    |      |
| 2011 | Азијско првенство | Кобе     |         | 100 м      | 10,28    |      |
| 2011 | Азијско првенство | Кобе     |         | 4 х 100 м  | 39,28    |      |
| 2012 | Олимпијске игре   | Лондон   | 4.      | 4 х 100 м  | 38,35    |      |

## Лични рекорди
| Дисциплина   | Резултат | Место    | Датум             |
| на отвореном |          |          |                   |
| ------------ | -------- | -------- | ----------------- |
| 100 м        | 10,07    | Хирошима | 28. јун 2009.     |
| 200 м        | 20,80    | Фукурои  | 3. мај 2012.      |
| у дворани    |          |          |                   |
| 60 м         | 6,73     | Хангџоу  | 15. фебруар 2014. |

Са штафетом Васада универзитета држи национални рекорд 4 х 200 м резултатом 1:22,67.